# 618349 Williekoorts
618349 Williekoorts este o planetă minoră (asteroid) din Mars-crossing asteroid⁠(d). A fost descoperită pe 25 septembrie 2017 la Haleakalā Observatory⁠(d) de Asteroid Terrestrial-impact Last Alert System⁠(d) și a fost numită după Willie Koorts⁠(d). 
Obiectul prezintă o orbită caracterizată de o semiaxă mare de 2,3201169332949 UAi, o excentricitate de 0,3506123963428, o înclinație de 32,357112764529 ° în raport cu ecliptica.